# Cantharocnemis kraatzi
Cantharocnemis kraatzi là một loài bọ cánh cứng trong họ Cerambycidae.